# Ute Dix
Ute Dix, verheiratete Ute Zillmann (* 10. September 1955 in Reichenbach 1, Sachsen), ist eine ehemalige deutsche Eisschnellläuferin, die zweimal DDR-Meisterin wurde. Sie nahm im Jahr 1976 für die Deutsche Demokratische Republik an den Olympischen Winterspielen teil und startete für den SC Karl-Marx-Stadt.

## Karriere
Ihren ersten deutschen Meistertitel gewann Dix bei den DDR-Meisterschaften im Eisschnelllaufen 1973. Bei dem großen Mehrkampf sicherte sie sich den Titel. Ihren zweiten DDR-Meistertitel sicherte sie sich bei den DDR-Meisterschaften im Eisschnelllaufen 1976 im heimischen Karl-Marx-Stadt. Über die 1000 m gewann sie vor Ines Bautzmann und Heike Lange. Zudem sicherte sie sich bei den DDR-Meisterschaften im Eisschnelllauf mindestens eine Silbermedaille und vier Bronzemedaillen.
Im Jahr 1976 wurde sie vom Nationalen Olympischen Komitee der DDR für die Olympischen Winterspiele 1976 in Innsbruck nominiert und startete dort über die 500 und 1000 m. Während sie über 1000 m den 21. Platz belegte, beendete sie den Wettbewerb über 500 m auf dem 20. Platz.